# Lungfish
Lungfish — американський рок-гурт, створений у 1987 році в Балтиморі, штат Меріленд. Уся їхня музика (окрім першого альбому) була випущена вашингтонським панк лейблом Dischord Records.

## Історія
Станом на 2005 рік до складу Lungfish входили:
- Деніел Хіггс (Daniel Higgs) — фронтмен, вокаліст, єдиний автор текстів, час від часу грає на гітарі,[1]
- Аса Осборн (Asa Osborne) — гітарист,
- Шон Медоуз (Sean Meadows) — басист,
- Мітчелл Фелдстайн (Mitchell Feldstein) — ударник.

Двома попередніми бас-гітаристами гурту були Джон Кріст (John Chriest) і Натан Белл (Nathan Bell).

## Пов'язані проєкти
Деніел Хіггз співав у хардкор-панк гурті 1980-х, Reptile House.
Останнім часом він зробив багато сольних виступів, як правило, з банджо та з єврейською арфою та записував сольні альбоми (наприклад, такі альбоми: Ancestral Songs 2006 року та Metempsychotic Melodies 2007 року).
У 2011 році Хіггс співпрацював зі шведським гуртом Skull Defekts над альбомом Peer Amid, який випустив лейбл Thrill Jockey.
У 2015 році Хіггс разом з Фумі Іші (Fumie Ishii) утворили дует Fountainsun та випустили два повноформатних альбоми.
Ейса Осборн та Чарльз Брохаун (Charles Brohawn) із гурту The Tinklers, випустили альбом Tear Jerks (компакт-диск та 7" вінілова платівка).
У 2002 році Осборн та Деніел Хіггс випустили альбом The Pupils на лейблі Dischord Records.
На початку 2008 року звукозаписний лейбл Holy Mountain оголосив про новий сольний проєкт Осборна під назвою Zomes.
Шон Медоуз грав у багатьох гуртах, зокрема June of 44, The Sonora Pine та багатьох менш відомих гуртах із музичної сцени Чаттануги, штат Теннессі.
Мітчелл Фелдштейн опублікував три томи прози/поезії:
- Hurl (видавництво Apathy Press),
- Teen Cardinal (видавництво Shattered Wig Press),
- Even Change (видавництво Paradigm Publishing).

Він також грав на барабанах з гуртом Arbouretum.
У 2019 році Фелдштейн випустив альбом у жанрі художнього читання з музичним фоном, Pretty Boss, альбом вийшов на касеті, на лейблі Flag Day Recordings.
Натан Белл грав на бас-гітарі на альбомі гурту Kogumaza, Kоnоkоn (2014). Альбом містив пісню «Ursids», яка також була випущена на двосторонньому синглі розділеному з гуртом Hookworms. Белл також працював з Девідом Хьюманном (David Heumann) з гурту Arboureteum у проєкті Human Bell. У 2008 році проєкт випустив однойменний альбом Human Bell на лейблі Soma EMS у Чикаго. Натан Белл також працював з гуртами P.W. Long, Mighty Flashlight, Television Hill.

## Дискографія

### Альбоми
- Necklace of Heads (1990)
- Talking Songs for Walking (1992)
- Rainbows from Atoms (1993)
- Pass and Stow (1994)
- Sound in Time (1996)
- Indivisible (1997)
- Artificial Horizon (1998)
- The Unanimous Hour (1999)
- Necrophones (2000)
- Love Is Love (2003)
- Feral Hymns (2005)
- A.C.R. 1999 (2012)

### Поява синглів і збірок
- 1990: «Nothing Is Easy» on Simple Machines Records#1 «Wedge» 7-inch, re-released on The Machines: 1990—1993 comp. (Simple Machines — SMR 19, 1994)[7]
- 1990: «Nothing Is Easy» (live version) on «Pre-Moon Syndrome Post Summer (of Noise) Celebration Week!»
- 1993: «Abraham Lincoln» on Simple Machines Working Holiday#2 «Working Holiday Series» split 7-inch (with The Tinklers)
- 1993: «Abraham Lincoln» on «The Machines Compilation CD»
- 1993: «Abraham Lincoln» on «Echoes from the Nation's Capital (A Washington D.C. Compilation) 1»
- 1994: «Abraham Lincoln» on Working Holiday! CD Compilation
- 1995: 10 East 3-song 7-inch
- 2002: «Friend to Friend in Endtime» on «Dischord 20th Anniversary Compilation»

### Проєкти за участі Деніела Хіггса
- 1998: Cone of Light (as Cone of Light)
- 2002: The Pupils (as The Pupils with Asa Osborne)
- 2005: Magic Alphabet
- 2006: Plays the Mirror of the Apocalypse
- 2006: Ancestral Songs
- 2007: Atomic Yggdrasil Tarot (book & CD)
- 2007: Metempsychotic Melodies
- 2009: Devotional Songs of Daniel Higgs (cassette)
- 2009: Hymnprovisations for Banjo by the (A.I.U) with Piano & Raindrops
- 2010: Say God[8]
- 2010: Clairaudience Fellowship (with Twig Harper)[9]
- 2011: Peer Amid (with The Skull Defekts)
- 2011: 2013–3012 (with The Skull Defekts)
- 2011: Ultraterrestrial Harvest Hymns (cassette)
- 2011: Beyond & Between
- 2012: The Measure of Mystery (cassette)
- 2013: The Godward Way
- 2014: Dances In Dreams of ihe Known Unknown (with The Skull Defekts)
- 2014: Street Metal (with The Skull Defekts)
- 2015: VIV (LP)
- 2016: The Fools Sermon, Part 1 (LP)
- 2016: The Fools Sermon, Part 2 (Cassette)

### Zomes (Asa Osbourne + Hanna Olivegren)
- 2007: Zomes
- 2011: Earth Grid
- 2013: Time Was
- 2015: Near Unison
- 2016: Who Shall Be the Sun
- 2018: The First Stone